# Comuna Mali Sadî, Dubno
Mali Sadî (în ucraineană Малі Сади) este o comună în raionul Dubno, regiunea Rivne, Ucraina, formată din satele Mali Sadî (reședința) și Velîki Sadî.

## Demografie
Componența lingvistică a comunei Mali Sadî
     Ucraineană (99,57%)
     Alte limbi (0,43%)
Conform recensământului din 2001, majoritatea populației comunei Mali Sadî era vorbitoare de ucraineană (99,57%), existând în minoritate și vorbitori de alte limbi.